# Battaglia di Messina (397 a.C.)
La battaglia di Messina si svolse nel 397 a.C. in Sicilia. Cartagine, dopo l'attacco di Dionisio a Mozia, inviò un esercito a Imilcone per riconquistare i territori precedentemente perduti. Imilcone salpò per Panormo e verso la costa nord marciò fino a Capo Peloro, circa 15 km a nord di Messina. Mentre l'esercito della città uscì allo scoperto per offrire al nemico la possibilità di combattere, Imilcone inviò 200 navi provviste di soldati alla città che fu assalita e i cittadini furono costretti a dileguarsi dai forti nella campagna. Imilcone più tardi saccheggiò e rase al suolo Messina che fu ricostruita solo dopo la fine della guerra.

## Antefatti
Durante la spedizione cartaginese del 406 a.C., in risposta ai continui attacchi dei greci, Dionisio era riuscito a diventare tiranno della città di Siracusa. Imilcone, comandante dei cartaginesi, e Dionisio, tiranno di Siracusa, si divisero la Sicilia in modo che ai cartaginesi ne rimanessero i tre quinti (405 a.C.). Nel 405 a.C. Dionisio ruppe la tregua, rafforzò il proprio esercito e intraprese la conquista della Sicilia spingendosi fino all'isola di Mozia che assediò nel 398 a.C.

### La risposta dei cartaginesi
Imilcone, eletto a suffeta dei cartaginesi, prese le armi date dai cartaginesi, probabilmente 50000 uomini, 400 triremi e 600 navi da trasporto in Sicilia. La flotta greca comandata da Leptine non riuscì a fermare l'avanzata punica, riuscendo solo a far affondare 50 trasporti. I cartaginesi sbarcarono a Panormo, poi procedettero verso Erice che fu occupata per tradimento. Imilcone assalì Mozia, dove la maggior parte delle guarnigioni comandate da Bitone furono facilmente sopraffatte. Successivamente sollevarono l'assedio di Segesta e Dionisio riparò a Siracusa piuttosto che combattere contro un esercito più grande. Imilcone tornò a Panormo, fortificando i territori cartaginesi, salpando poi per Lipara con 300 navi da guerra e 300 navi da trasporto. Dopo aver raccolto 30 talenti d'argento come tributo a Lipara, Imilcone salpò per Capo Peloro e sbarcò col suo esercito. L'esercito di stanza a Messina marciò da nord per venire a battaglia coi cartaginesi.

## La battaglia
Le mura di Messina era in rovina, e la città non era preparata a un assedio. Inoltre, parte della cavalleria e dei soldati era lontani da casa al servizio di Siracusa. Questo fece decidere al governo della città di combattere lontano da Messina, perciò molti uomini marciarono verso nord per confrontarsi coi Cartaginesi direttamente vicino al loro accampamento. La flotta e l'esercito cartaginese non erano in inferiorità numerica rispetto ai Greci. I difensori, marciando verso nord, non avevano un obiettivo definito: il loro solo scopo può essere stato quello di entrare in contatto e osservare i loro nemici, anche se Imilcone aveva una sola parte dell'esercito presente. La possibilità di uno scontro navale non fu considerata dai generali greci. Una profezia recitava che i Cartaginesi sarebbero stati i portatori d'acqua a Messina, cosa che probabilmente incoraggiò i Greci a affrontare forze superiori. Le donne, i bambini e gli oggetti preziosi furono portati in salvo prima dell'uscita dei soldati dalla città.

### Mossa d'aggiramento contro Messina
Imilcone non fece niente quando vide l'esercito nemico avvicinarsi al suo accampamento. Non si conosce se Messina avesse avuto qualche nave al momento dell'attacco o il loro appoggio durante la battaglia. Imilcone, infine, decise di aggirarli sfruttando la sua superiorità; ordinò a 200 triremi di presidiare l'avanzata dell'esercito e di far vela per Messina: in questo modo aggirarono i Greci e attaccarono la città indifesa. Le triremi normalmente trasportavano 200 rematori e 16 membri dell'equipaggio, incluso il capitano della nave, e tra i 14 e i 40 marinai: contando in questi modo le forze cartaginesi risultano oscillare tra i 2400 e gli 8000 soldati.
Mentre una parte dell'esercito cartaginese si riuniva presso il lido di Capo Peloro, 200 triremi, equipaggiate con soldati con picche e rematori, salparono a sud verso Messina. Questo contingente raggiunse velocemente la città, aiutato dal vento proveniente da nord, e sbarcò prima che i Greci potessero rientrare in città. Dopo aver preso il controllo del porto, i Cartaginesi entrarono in città mentre una parte delle loro forze sarebbe potuta essere sbarcata a nord o a sud ed aver mosso da là l'attacco; molti Cartaginesi riuscirono a penetrare tramite le brecce nelle mura.
I Cartaginesi assalirono la città, che in parte cadde nel giro di poco tempo, ma non fu completamente invasa dato che molti cittadini superstiti ordinarono di fuggire e di nascondersi in più forti all'esterno della città; a loro si unirono anche i familiari.

## Conseguenze
Successivamente i Greci fuggitivi fondarono colonie a Lipara e a Rhegion, gli Etruschi si dovettero scontrare con loro per ottenere il controllo di questo sito strategico. Una parte della favolosa ricchezza di Sibari è venuta dal loro controllo della strada che collega Sibari a Paestum e che permise di evitare i pirati dello Stretto di Messina, il cui controllo è stato una fonte di reddito per Messina. Imilcone aveva catturato sia Lipara e sia Messina in due giorni, cosa che gli Etruschi non riuscirono a fare in un secolo di conflitti. La cattura di Messana diede il controllo temporaneo Cartaginesi sullo Stretto di Messina, oltre a un porto abbastanza grande per ospitare l'intera flotta punica di 600 navi, e anche metterli in grado di ostacolare il traffico navale tra l'Italia e la Sicilia.